# Inés de Francia (duquesa de Borgoña)
Inés de Francia, también llamada Inés de Borgoña (1260-Lantenay, 19 de diciembre de 1327), fue la menor de las hijas del rey Luis IX de Francia y de Margarita de Provenza. Fue hermana del rey Felipe III de Francia y del patriarca de la Casa de Borbón, Roberto de Clermont, y también de Isabel, que era reina consorte de Navarra.

## Matrimonio e hijos
Contrajo matrimonio en 1279 con un miembro de una rama menor de los Capetos, el duque Roberto II de Borgoña. De su matrimonio nacieron los siguientes hijos:
- Juan (1279-1283).
- Margarita (1285).
- Blanca (1288-1348), condesa de Saboya por su matrimonio con Eduardo I.
- Margarita (1290-1315), reina consorte de Navarra y después de Francia por su matrimonio con Luis X el Obstinado.
- Juana (1293-1348), reina consorte de Francia por su matrimonio con Felipe VI de Francia.
- Hugo V (1294-1315), duque de Borgoña.
- Odón IV (1295-1350), duque de Borgoña y después conde de Borgoña.
- Luis (1297-1316), rey titular de Tesalónica.
- María (1298-?), condesa de Bar por matrimonio.
- Roberto (1302-1334), conde de Turena.

Fue un importante personaje en la historia de su tiempo, y mediante su hijo, Odón, defendió tenazmente los derechos de su nieta, Juana de Francia y Navarra, de convertirse en reina de ambas naciones.
- Datos: Q237486
- Multimedia: Agnes of France (1260-1325) / Q237486